# Rose rose/Chi sei tu
Rose rose/Chi sei tu è un singolo a 78 giri di Carlastella, pubblicato nel 1940.

## Il disco
La canzone sul lato A, Rose rose, è tratta dalla colonna sonora del film Rose scarlatte.

## Tracce
LATO A
1. Rose rose (testo: Alfredo Bracchi – musica: Franco Ansaldo)

LATO B
1. Chi sei tu (testo: Nisa – musica: Roberto Leonardi)

## Formazione
- In Rose rose, Orchestra da ballo diretta dal maestro Enzo Ceragioli composta da [2]:
- Enzo Ceragioli - pianoforte, arrangiamenti
- Giuseppe Pinùn Ruggeri - batteria
- Astore Pittana - tromba
- Pietro Di Salvatore - tromba
- Clinio Bergamini - trombone
- Franco Mojoli - clarinetto
- Aldo Rossi - sax soprano, sax alto
- Libero Massara - sax tenore
- In Chi sei tu Orchestra da ballo Fortis composta da [3]:
- Nino Impallomeni - tromba
- Oscar Masetti - tromba
- Giovanni Granata - trombone
- Francesco Carbone - trombone
- Aldo Rossi - sax contralto
- Angelo Leone - sax contralto
- Libero Massara - sax tenore
- Virgilio Marzorati - violino
- Enzo Ceragioli - pianoforte
- Pinùn Ruggeri - batteria
- Luxino Zuccheri - chitarra
- Gorni Kramer - contrabbasso